# Jasan v Přídolí
Jasan v Přídolí je památný jasan ztepilý (Fraxinus excelsior), jenž roste v obci Přídolí přibližně 6 km na jihovýchod od Českého Krumlova.

## Popis
Jasan se nachází ve východní části obce na pozemku vedle čp. 76.
Dle AOPK jde památný strom č. 103024 vyhlášený městským úřadem v Českém Krumlově dne 31. ledna 2005. Strom dorůstá výšky 22 m a obvod jeho kmene  je 360 cm. Kolem stromu je vyhlášené ochranné pásmo kruhového tvaru o poloměru 8 m. Jeho stáří se odhaduje na 80-100 let.